# Schloss Grube

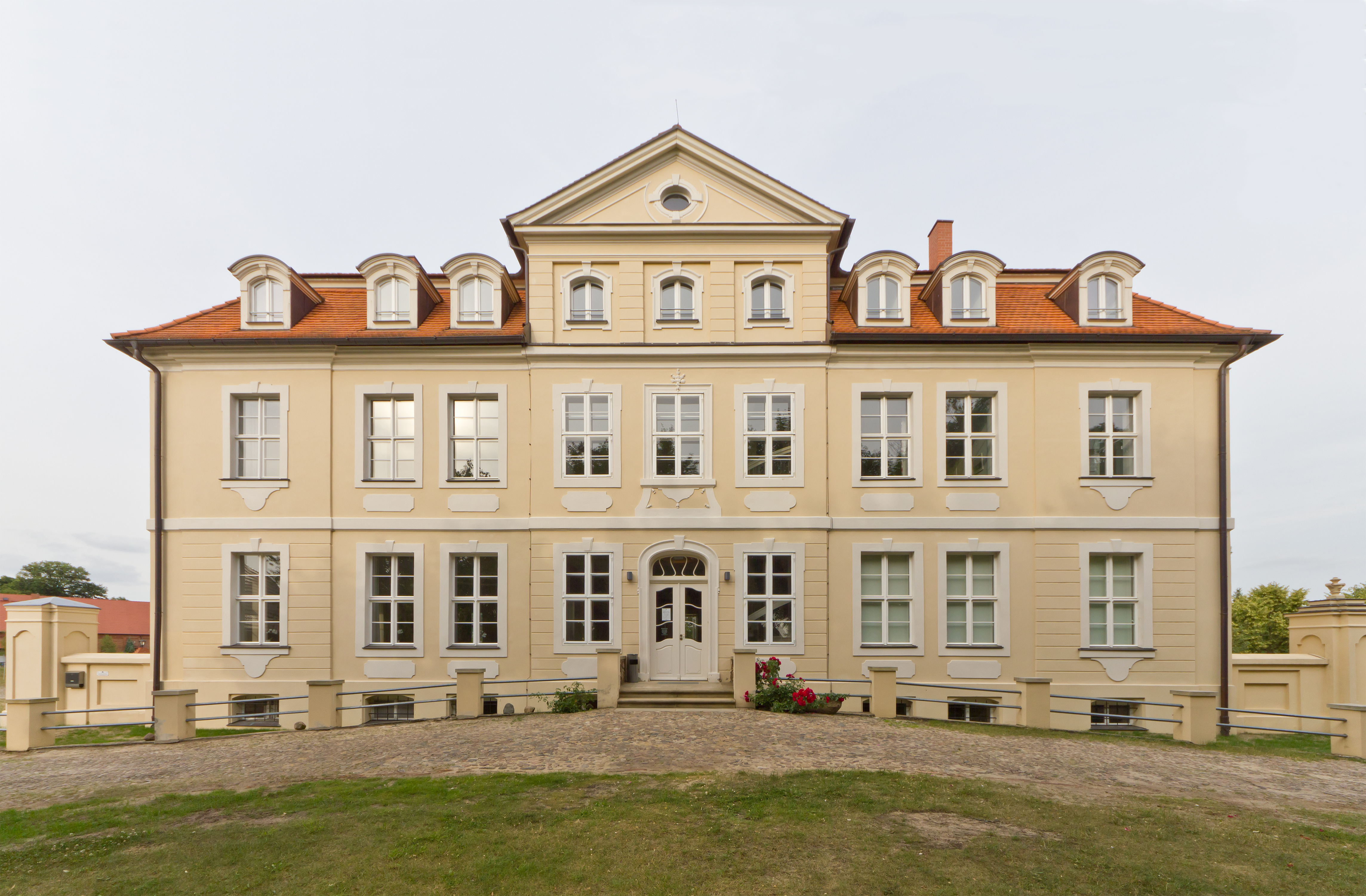
Schloss Grube

Schloss Grube ist das letzte vollständig erhaltene Gutshaus der Familie von Quitzow. Das Schloss liegt im Dorf Grube, heute zur Stadt Bad Wilsnack gehörend, im Landkreis Prignitz, etwa zwei Kilometer südlich der Bundesstraße 5.

## Geschichte
Das Schloss wurde in den Jahren 1740 bis 1742 auf den Resten eines Vorgängerbaus errichtet. Von diesem Vorgängerbau sind Mauerwerksreste im Kellerbereich sichtbar. Bei Grabungen im Bereich der Terrasse wurde ein Feldsteinbrunnen aus dem 13. Jahrhundert gefunden. Funde besonderer Keramik (manganengobiertes rheinisches Steinzeug) lassen auf eine überregionale Bedeutung des Adelssitzes schließen. 
Das Schloss ist, trotz späterer Umbauten, ein klassischer Barockbau. Zeittypische Elemente, wie die ursprüngliche, streng symmetrische Grundrissstruktur (mit Enfiladen) sind im nördlichen Teil des Erdgeschosses sichtbar. Ebenso symmetrisch ist die Fassade gegliedert.
Die erste größere Umbauphase erfolgte 1889 unter der Familie der Gans Edlen Herren zu Putlitz. Im Rahmen einer gründerzeitlichen Überformung wurde die Dachneigung verändert, die Gauben eingebaut und das Dach somit nutzbar gemacht. Die innere Erschließung des Hauses wurde verändert, Mittelflure lösten die Enfiladenerschließung ab. Ein Unterzug mit zwei gusseisernen Säulen in der Eingangshalle trägt den statischen Veränderungen Rechnung. Die Fassade wurde leicht überarbeitet. Der neu ausgeformte Mittelrisalit erhält die Symmetrie und das barocke Erscheinungsbild des Schlosses.
Die nächsten größeren Umbauten erfolgten in den 1920er Jahren, als das Schloss sich im Besitz der Familie Kamlah befand. Die östlichen Kellerbereiche wurden tiefergelegt und statt der Gewölbe eine Kappendecke eingesetzt. In den größeren Kellerräumen wurden eine Küche, Lager- und Wirtschaftsräume eingerichtet. Das Gutsbüro im Erdgeschoss wurde aufgegeben und mittels eines Wanddurchbruchs der Salon vergrößert.
Das Gut wurde 1945 enteignet, in den Folgejahren der historische Gutsbereich aufgesiedelt und einige der Wirtschaftsgebäude zur Materialgewinnung abgetragen. Die Dorfstraße wurde, zur Erschließung der neuen, hinter dem Schloss gelegenen Parzellen, um das Schloss herumgeführt. 
Ab 1946 wurden Flüchtlingsfamilien im Schloss untergebracht. Zu DDR-Zeiten waren vielfältige Nutzungen im Schloss untergebracht. Neben der Schule waren das u. a. die Bürgermeisterei, der Jugendclub, der Konsum und die LPG-Küche. In dieser Zeit gab es einige bauliche Veränderungen. In den 1960er Jahren wurden die undichten Dachgauben entfernt. Im nördlichen Teil des Erdgeschosses wurde der Fußboden entfernt und ein Fliesenboden verlegt. Den Status eines Denkmals erlangte das Schloss 1977.
Im Mai 2008 begannen die derzeitigen Eigentümer mit einer denkmalgerechten Instandsetzung. Im Rahmen dieser ersten baulichen Instandsetzung seit der Erbauung 1740 war auch eine umfangreiche statische Ertüchtigung notwendig. So mussten beispielsweise sämtliche Balkenköpfe erneuert werden. Das Dach wurde mit eigens im Kohlebrandverfahren gefertigten Ziegeln neu gedeckt und nach historischem Vorbild die Dachgauben wieder erstellt. Für ihr Engagement und die Qualität der Arbeiten wurden die Eigentümer mit dem Brandenburgischen Denkmalpflegepreis 2010 ausgezeichnet.
Seit 2009 wird das Haus für kulturelle Veranstaltungen und Gastronomie genutzt. Im Frühjahr 2011 wurde ein kleines Hotel im Schloss eröffnet.

## Eigentümergeschichte
Die Familie von Quitzow, die das Schloss errichten ließ, war seit 1376 in Grube ansässig. Vermutlich im Jahr 1817 verließ die Familie von Quitzow Grube und das Dorf wurde Eigentümer des Gutes. Der nächste Eigentümer ist die Familie Polzin, bis 1889 Busso Gans Edler Herr zu Putlitz das Gut Grube erwirbt. Das damals noch zugehörige Vorwerk Sigrön verkauft er an seinen Schwager Dietrich von Bredow. Busso von Putlitz veranlasst den gründerzeitlichen Umbau des Schlosses. Von 1919 bis 1945 ist Schloss Grube im Besitz der Familie Kamlah.